# Galeria Wileńska
Galeria Wileńska – centrum handlowe znajdujące się przy ul. Targowej 72 na warszawskiej Pradze-Północ.

## Opis
Budowę centrum ukończono w 2002. Do 2015 nosiło ono nazwę Centrum Handlowe Warszawa Wileńska. Jego właścicielem jest spółka Unibail-Rodamco-Westfield.
W 2020 w centrum działało min. 86 sklepów i punktów usługowych i 12 restauracji i barów. Jego działalność zmniejszyła charakterystyczny dla Starej Pragi handel bazarowy oraz ograniczyła działalność licznych małych sklepów. 
W kompleksie znajduje się także stacja kolejowa Warszawa Wileńska. 
W 2015 na dachu budynku ustawiono pasiekę.